# Reggenza di Bolaang Mongondow
La reggenza di Bolaang Mongondow (in indonesiano: Kabupaten Bolaang Mongondow) è una reggenza dell'Indonesia, situata nella provincia di Sulawesi Settentrionale.